# Исакогорка (станция)
Исакого́рка — пассажирско-грузовая железнодорожная станция Архангельского региона Северной железной дороги, находящаяся в городе Архангельске.

## История станции
Начальное название Исакова гора известно с XV века. Оно упоминалось в монастырских летописях XVI века. Местность, на которой впоследствии расположится станция, принадлежала Антониево-Сийскому монастырю с 1536 года. На территории Исаковой горы было два озера, водами которых пользовались монахи. Они построили мельницу, позднее переоборудованную в лесопилку. Всем хозяйством в течение 40 лет заведовал монах Исаак.
Согласно одной из писцовых книг В. Звенигородского 1586 — 1587 годов на вотчину Антониево-Сийского монастыря от 30 октября 1593 года: «Деревня Исакова гора, что была Пустошь за Малою Двинкою, против Лисоострова: в. Матюшка Павлов, да Иванко Власов, да Левка батрак. Пашни худые полтрети обжи, да лесом поросло треть обжи. А земля тое деревни в верхней конец по Ковадееву ручью, а в нижней конец по Чернухину Смету. А рыбу ловят в Двинке по своему берегу».
Исакогорская волость в 1745 году считалась промысловой, насчитывала 57 дворов, из них 46 дворов с землёй, 44 двора с пашней, только ячмень. В них жило 335 человек (78 семей), из них 168 мужчин, 167 женщин, 306 крестьян, 28 половников, 1 отставной солдат.
Цивилизация и бурное переустройство пришло на Исакову гору только с появлением проекта о строительстве железной дороги Вологда — Архангельск. Она должна была проходить до левого берега Северной Двины у Архангельска. Здесь сооружалась паромная переправа. Строительство дороги было поручено акционерному обществу Московско-Ярославской железной дороги, председателем которого был известный промышленник Савва Иванович Мамонтов.
Рождением станции можно считать 17 ноября 1897 года, дату открытия станции.

17 ноября останется, без сомнения, навсегда в памяти жителей города Архангельска. В этот знаменательный день за рекой Двиной, на Глуховском острове, в 2 верстах расстояния от города, состоялось торжественное открытие Архангельско-Вологодского участка Московско-Ярославско-Архангельской железной дороги, изыскания по проложению которой начаты, как знают читатели, с 1 июля 1894 года. Таким образом, дорога на протяжении 595 вёрст окончена постройкой менее чем в 3 с половиной года…
— Архангельские Губернские Ведомости 1897 г. № 93
Исакогорка входит в единый архитектурный комплекс железной дороги, спроектированный известными московскими архитектором Л. Н. Кекушевым совместно с И. А. Ивановым-Шитцем. Трасса железной дороги строилась как единое архитектурное целое. Главная идея ансамбля: создать неповторимый облик железной дороги, разворачивающийся на протяжении сотен километров. Основная застройка осуществлялась в швейцарском стиле. Очевидно, что на выбор повлияли региональные особенности, непростые природные условия, и, конечно, погоня за оригинальностью, недаром комплекс создавался на рубеже стилей, в период зарождения нового стиля модерн.
Исакогорка проектировалась как конечная станция 3-го класса, наряду со станциями Няндома, Емца, Вожега. Как конечная она делит своё значение со станциями Архангельск-Город и Архангельск-Пристань. Пассажирское здание являлось ведущей составной частью комплекса, образуемого всеми постройками, расположенными на станции. Всего на станции Исакогорка было построено 20 жилых зданий десяти типов. Завершило формирование архитектурного комплекса железной дороги строительство во имя преподобного Сергия Радонежского деревянного храма, закладка которого совершена 30 мая 1902 года.

## Дальнее следование по станции
По состоянию на август 2022 года по станции курсируют следующие поезда дальнего следования:
| Круглогодичное обращение поездов | Круглогодичное обращение поездов | Круглогодичное обращение поездов | Круглогодичное обращение поездов |
| № поезда                         | Маршрут движения                 | № поезда                         | Маршрут движения                 |
| -------------------------------- | -------------------------------- | -------------------------------- | -------------------------------- |
| 9                                | Архангельск — Санкт-Петербург    | 10                               | Санкт-Петербург — Архангельск    |
| 15                               | Архангельск — Москва             | 16                               | Москва — Архангельск             |
| 79                               | Архангельск — Адлер              | 80                               | Адлер — Архангельск              |
| 615 "Поморье"                    | Северодвинск — Москва            | 616 "Поморье"                    | Москва — Северодвинск            |
| 115 "Поморье"                    | Архангельск — Москва             | 116 "Поморье"                    | Москва — Архангельск             |
| 371                              | Архангельск — Котлас             | 372                              | Котлас — Архангельск             |
| 143                              | Архангельск - Мурманск           | 144                              | Мурманск - Архангельск-Город     |

| Сезонное обращение поездов | Сезонное обращение поездов      | Сезонное обращение поездов | Сезонное обращение поездов      |
| № поезда                   | Маршрут движения                | № поезда                   | Маршрут движения                |
| -------------------------- | ------------------------------- | -------------------------- | ------------------------------- |
| 187                        | Архангельск — Новороссийск      | 188                        | Новороссийск — Архангельск      |
| 221                        | Архангельск — Анапа             | 222                        | Анапа — Архангельск             |
| 261                        | Архангельск — Адлер             | 262                        | Адлер — Архангельск             |
| 551                        | Архангельск-Город — Севастополь | 552                        | Севастополь — Архангельск-Город |
| 289                        | Архангельск-Город - Москва      |                            |                                 |

## Пригородное сообщение по станции
| № поезда | Маршрут движения                 | № поезда | Маршрут движения                 |
| -------- | -------------------------------- | -------- | -------------------------------- |
| 6508     | Обозерская — Архангельск         |          |                                  |
| 7525     | Архангельск — Пукса              | 7526     | Пукса — Архангельск              |
| 7153     | Архангельск - Онега              | 7152     | Онега - Архангельск-Город        |
| 6565     | Архангельск-Город - Нёнокса      | 6556     | Нёнокса - Архангельск-Город      |
| 6569     | Архангельск-Город - Северодвинск | 6563     | Северодвинск - Архангельск-Город |

## Адрес вокзала
Россия, г. Архангельск, Привокзальная ул., 19.

## Изображения

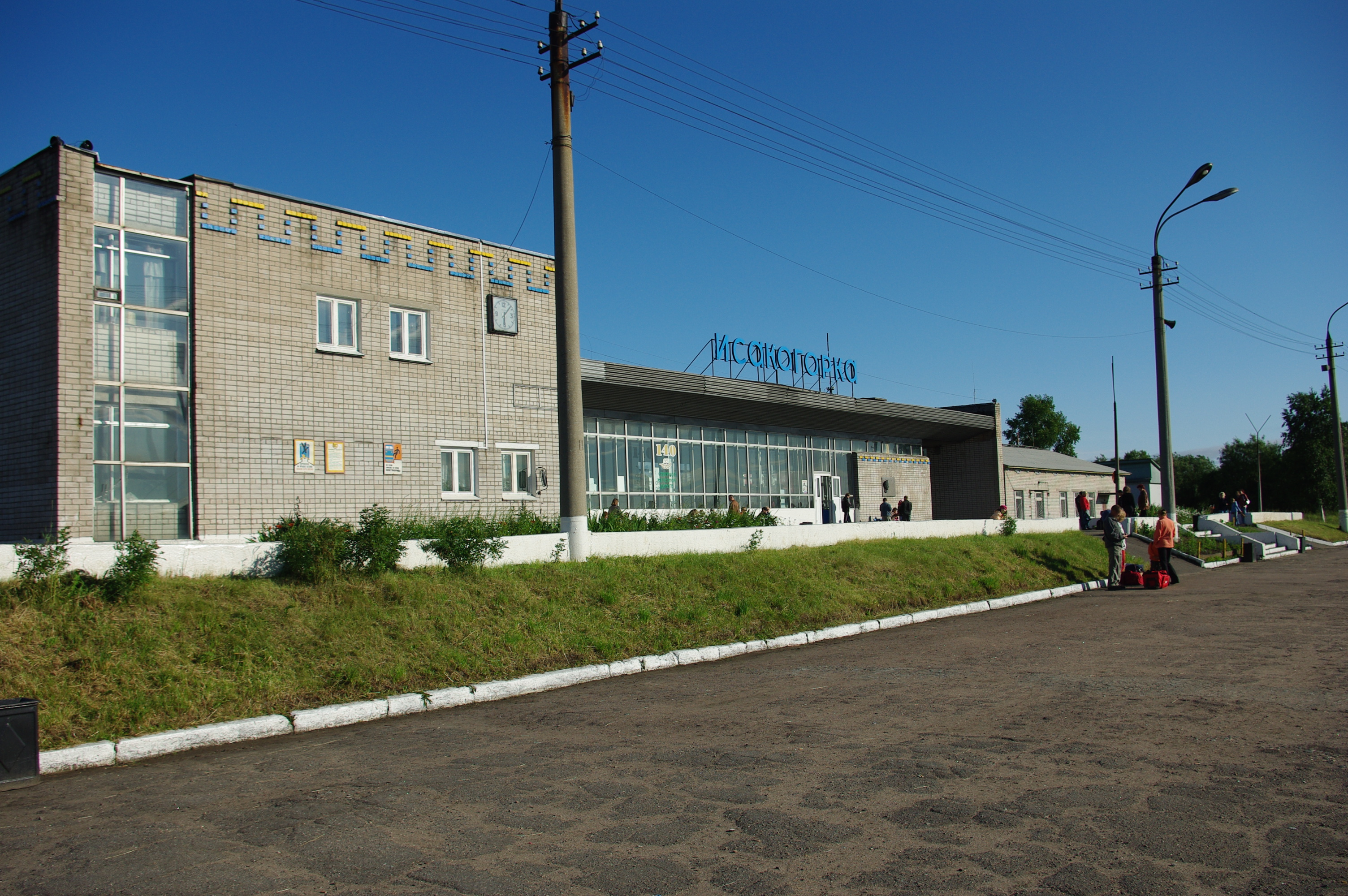
вокзал Исакогорка летом 2008 года
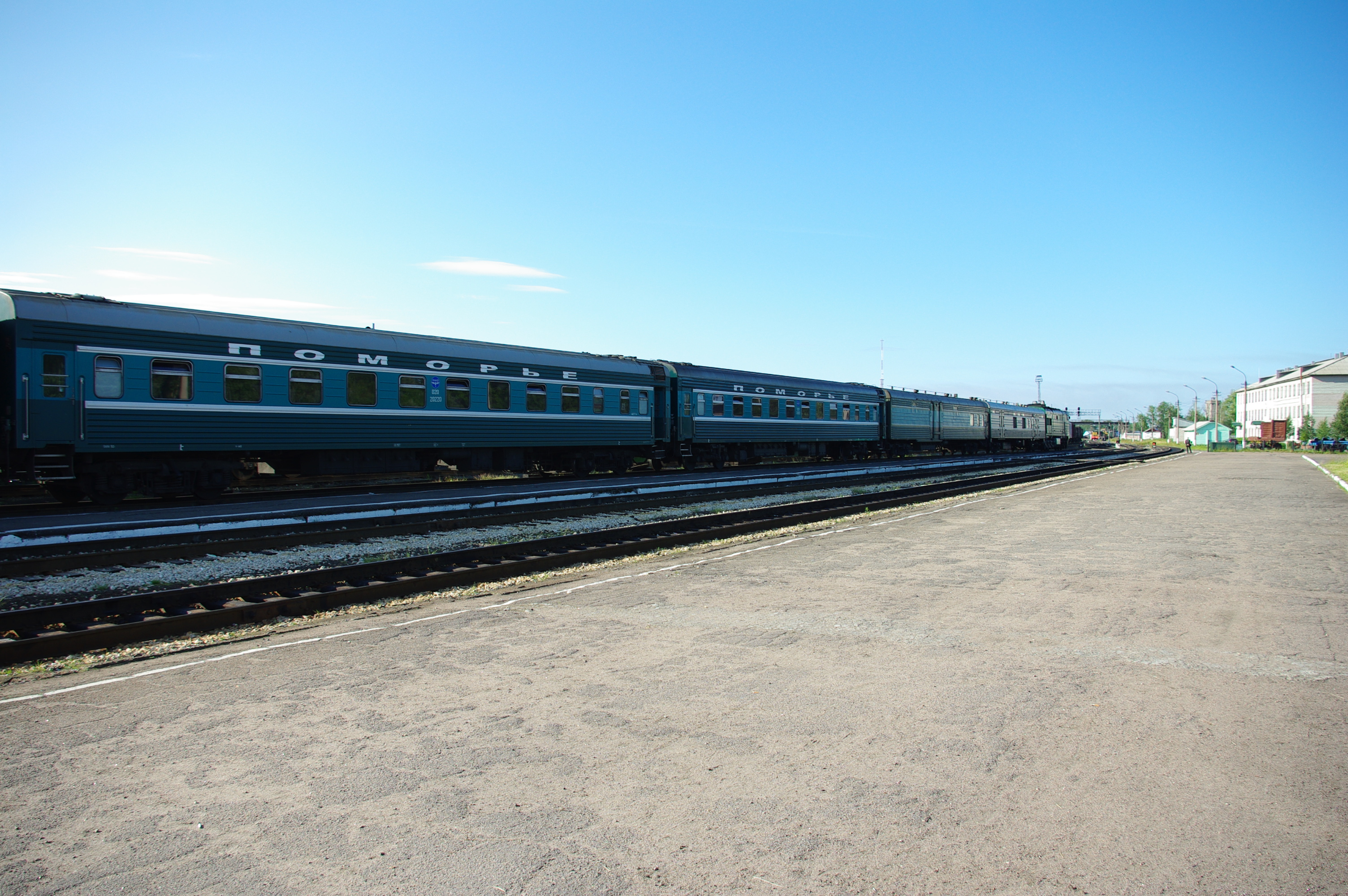
Поезд "Поморье" на станции Исакогорка
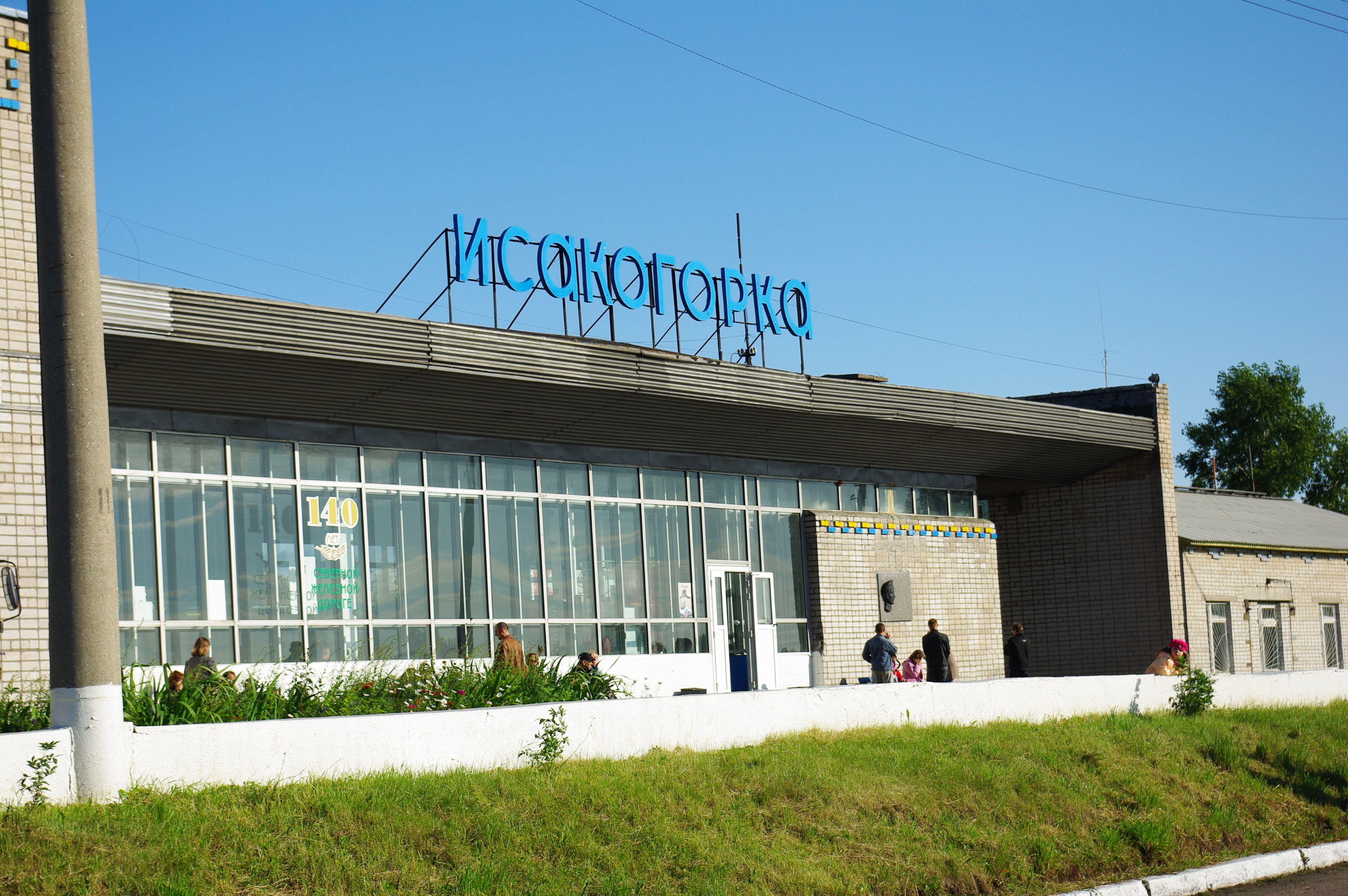
Зал ожидания вокзала Исакогорка